# BMC Racing Team/Saison 2014
Dieser Artikel listet Erfolge und Fahrer des Radsportteams BMC in der Saison 2014 auf.

## Erfolge in der UCI WorldTour
In der Saison 2014 gelangen dem Team nachstehende Erfolge in der UCI WorldTour.
| Datum           | Rennen                                               | Sieger             |
| --------------- | ---------------------------------------------------- | ------------------ |
| 23. Januar      | 3. Etappe Tour Down Under                            | Cadel Evans        |
| 27. März        | 4. Etappe Volta Ciclista a Catalunya                 | Tejay van Garderen |
| 20. April       | Amstel Gold Race                                     | Philippe Gilbert   |
| 15. August      | 5. Etappe Eneco Tour                                 | Greg Van Avermaet  |
| 21. September   | UCI-Straßenweltmeisterschaft – Mannschaftszeitfahren | BMC Racing Team    |
| 11. Oktober     | 2. Etappe Tour of Beijing                            | Philippe Gilbert   |
| 10.–14. Oktober | Gesamtwertung Tour of Beijing                        | Philippe Gilbert   |

## Erfolge in der UCI America Tour
In der Saison 2014 gelangen dem Team nachstehende Erfolge in der UCI America Tour.
| Datum          | Rennen                                         | Kat. | Sieger                  |
| -------------- | ---------------------------------------------- | ---- | ----------------------- |
| 15. Mai        | 5. Etappe Kalifornien-Rundfahrt                | 2.HC | Taylor Phinney          |
| 24. Mai        | Amerikanische Meisterschaft – Einzelzeitfahren | CN   | Taylor Phinney          |
| 5. August      | 2. Etappe Tour of Utah                         | 2.1  | Michael Schär           |
| 9. August      | 6. Etappe Tour of Utah                         | 2.1  | Cadel Evans             |
| 10. August     | 7. Etappe Tour of Utah                         | 2.1  | Cadel Evans             |
| 20. August     | 3. Etappe USA Pro Challenge                    | 2.HC | Tejay van Garderen      |
| 23. August     | 6. Etappe USA Pro Challenge (EZF)              | 2.HC | Tejay van Garderen      |
| 18.–24. August | Gesamtwertung USA Pro Challenge                | 2.HC | Ziel=Tejay van Garderen |

## Erfolge in der UCI Asia Tour
In der Saison 2014 gelangen dem Team nachstehende Erfolge in der UCI Asia Tour.
| Datum         | Rennen                   | Kat. | Fahrer         |
| ------------- | ------------------------ | ---- | -------------- |
| 5. Februar    | 1. Etappe Dubai Tour     | 2.1  | Taylor Phinney |
| 5.–8. Februar | Gesamtwertung Dubai Tour | 2.1  | Taylor Phinney |

## Erfolge in der UCI Europe Tour
In der Saison 2014 gelangen dem Team nachstehende Erfolge in der UCI Europe Tour.
| Datum           | Rennen                                       | Kat. | Fahrer            |
| --------------- | -------------------------------------------- | ---- | ----------------- |
| 15. Februar     | 4. Etappe Tour Méditerranéen (EZF)           | 2.1  | Steve Cummings    |
| 13.–16. Februar | Gesamtwertung Tour Méditerranéen             | 2.1  | Steve Cummings    |
| 23. Februar     | 2. Etappe Tour du Haut-Var                   | 2.1  | Amaël Moinard     |
| 16. April       | De Brabantse Pijl                            | 1.HC | Philippe Gilbert  |
| 22. April       | 1. Etappe Giro del Trentino (MZF)            | 2.HC | BMC Racing Team   |
| 24. April       | 3. Etappe Giro del Trentino                  | 2.HC | Cadel Evans       |
| 22.–25. April   | Gesamtwertung Giro del Trentino              | 2.HC | Cadel Evans       |
| 18. Juni        | 1. Etappe Ster ZLM Toer (EZF)                | 2.1  | Philippe Gilbert  |
| 21. Juni        | 4. Etappe Ster ZLM Toer                      | 2.1  | Philippe Gilbert  |
| 18.–22. Juni    | Gesamtwertung Ster ZLM Toer                  | 2.1  | Philippe Gilbert  |
| 26. Juni        | Slowakische Meisterschaft – Einzelzeitfahren | CN   | Peter Velits      |
| 17. September   | Grand Prix de Wallonie                       | 1.1  | Greg Van Avermaet |
| 20. September   | Primus Classic Impanis-Van Petegem           | 1.1  | Greg Van Avermaet |

## Abgänge – Zugänge
| Zugänge                     | Team 2013                 | Abgänge                            | Team 2014       |
| --------------------------- | ------------------------- | ---------------------------------- | --------------- |
| Peter Stetina               | Garmin Sharp              | Ivan Santaromita                   | Orica GreenEdge |
| Peter Velits                | Omega Pharma-Quick Step   | Mathias Frank                      | IAM Cycling     |
| Ben Hermans                 | RadioShack Leopard        | Adam Blythe                        | NFTO            |
| Darwin Atapuma              | Colombia                  | Marco Pinotti                      | Karriereende    |
| Rick Zabel                  | Rabobank Development Team | Alessandro Ballan (bis 17. Januar) | Dopingsperre    |
| Samuel Sánchez              | Euskaltel Euskadi         |                                    |                 |
| Silvan Dillier              | BMC Development Team      |                                    |                 |
| Rohan Dennis (ab 1. August) | Garmin Sharp              |                                    |                 |

## Mannschaft
| Name               | Geburtstag         | Nationalität           |              |
| ------------------ | ------------------ | ---------------------- | ------------ |
| Darwin Atapuma     | 15. Januar 1988    | Kolumbien              |              |
| Brent Bookwalter   | 16. Februar 1984   | Vereinigte Staaten     |              |
| Marcus Burghardt   | 30. Juni 1983      | Deutschland            |              |
| Steve Cummings     | 19. März 1981      | Vereinigtes Königreich |              |
| Rohan Dennis       | 28. Mai 1990       | Australien             |              |
| Silvan Dillier     | 3. August 1990     | Schweiz                |              |
| Yannick Eijssen    | 26. Juni 1989      | Belgien                |              |
| Cadel Evans        | 14. Februar 1977   | Australien             |              |
| Tejay van Garderen | 12. August 1988    | Vereinigte Staaten     |              |
| Philippe Gilbert   | 5. Juli 1982       | Belgien                |              |
| Ben Hermans        | 8. Juni 1986       | Belgien                |              |
| Thor Hushovd       | 18. Januar 1978    | Norwegen               |              |
| Martin Kohler      | 17. Juli 1985      | Schweiz                |              |
| Sebastian Lander   | 11. März 1991      | Dänemark               |              |
| Klaas Lodewyck     | 24. März 1988      | Belgien                |              |
| Amaël Moinard      | 2. Februar 1982    | Frankreich             |              |
| Steve Morabito     | 30. Januar 1983    | Schweiz                |              |
| Dominik Nerz       | 25. August 1989    | Deutschland            |              |
| Daniel Oss         | 13. Januar 1987    | Italien                |              |
| Taylor Phinney     | 27. Juni 1990      | Vereinigte Staaten     |              |
| Manuel Quinziato   | 30. Oktober 1979   | Italien                |              |
| Samuel Sánchez     | 5. Februar 1978    | Spanien                |              |
| Michael Schär      | 29. September 1986 | Schweiz                |              |
| Peter Stetina      | 8. August 1987     | Vereinigte Staaten     |              |
| Greg Van Avermaet  | 17. Mai 1985       | Belgien                |              |
| Peter Velits       | 21. Februar 1985   | Slowakei               |              |
| Lawrence Warbasse  | 28. Juni 1990      | Vereinigte Staaten     |              |
| Danilo Wyss        | 26. August 1985    | Schweiz                |              |
| Rick Zabel         | 7. Dezember 1993   | Deutschland            |              |
| Stagiaires         | Stagiaires         | Nationalität           | Nationalität |
| Luke Davison       | Luke Davison       | Australien             |              |
| Dylan Teuns        | Dylan Teuns        | Belgien                |              |
| Loïc Vliegen       | Loïc Vliegen       | Belgien                |              |